# Presidente del Banco de Guatemala
El Presidente del Banco de Guatemala, quién también lo es de la Junta Monetaria, es nombrado junto con el Vicepresidente del Banco de Guatemala, por el Presidente de la República, por un período de cuatro años (iniciando a partir del 1 de octubre en que fue designado y finalizando el 30 de septiembre del cuarto año)   , contado a partir del primer nombramiento realizado con base en la Constitución Política de la República y en el Decreto 16-2002, del Congreso de la República de Guatemala, Ley Orgánica del Banco de Guatemala.
Tanto el presidente como el vicepresidente deben ser personas de reconocida honorabilidad y de notoria preparación y competencia en materia económica y financiera.

## Sustitución
En caso de ausencia o impedimento temporal del Presidente, será reemplazado por el vicepresidente. Si la ausencia o impedimento del Presidente fuere permanente, se emitirá un nuevo nombramiento, en cuyo caso el nombrado concluirá el período del reemplazado.

## Atribuciones
El Presidente de la Junta Monetaria y del Banco de Guatemala tendrá las atribuciones siguientes, de acuerdo con el artículo 30 de la Ley Orgánica del Banco de Guatemala:
a) Proponer a la Junta Monetaria la política monetaria, cambiaria y crediticia, incluyendo las metas programadas, así como las medidas y acciones que coadyuven a su efectiva ejecución;
b) Atender las relaciones con las autoridades y organismos del Estado, particularmente con el Organismo Ejecutivo, y procurar la coordinación de las políticas económica, financiera y fiscal del Estado, con la política monetaria, cambiaria y crediticia, para la consecución del objetivo fundamental del Banco de Guatemala, para lo cual asistirá al gabinete general y a los específicos a que sea convocado;
c) Aprobar el informe de política monetaria a que se refiere el artículo 61 de la Ley Orgánica del Banco de Guatemala;
d) Velar por la correcta ejecución de la política monetaria, cambiaria y crediticia determinada por la Junta Monetaria;
e) Ejercer la representación legal principal del Banco de Guatemala, judicial y extrajudicialmente;
f) Delegar su representación en el Vicepresidente;
g) Otorgar mandatos en nombre del Banco Central, para representar a éste y para actuar en ámbito administrativo y/o jurisdiccional, como consecuencia de los actos y decisiones adoptados por la Junta Monetaria;
h) Autorizar con su firma, juntamente con la del Gerente General del Banco de Guatemala, los billetes que emita el Banco Central;
i) Dirigir y promover la divulgación de las actuaciones de la Junta Monetaria, conforme lo dispuesto en el artículo 63 de la Ley Orgánica del Banco de Guatemala;
j) Resolver los asuntos que no estuvieren reservados a la decisión de la Junta Monetaria; y,
k) Ejercer las demás atribuciones que legalmente le correspondan.
Dichas atribuciones se ejercerán sin menoscabo de alcanzar el objetivo fundamental establecido para el Banco de Guatemala.

## Incompatibilidad
El cargo de Presidente es incompatible con el ejercicio de cualquier otro cargo público o privado, ya sea remunerado o ad honorem, con excepción de los cargos de carácter docente y de los que se relacionen con la dirección del Banco de Guatemala y de la política monetaria, cambiaria y crediticia, o que se deriven de mandato legal o de reglamentos y demás disposiciones aplicables emitidos por la Junta Monetaria.

## Lista de Presidentes del Banco de Guatemala
| N.º | designado  | salida      | Nombre                                   |
| --- | ---------- | ----------- | ---------------------------------------- |
| 01  | 15/06/1946 | 30/06/1954  | Manuel Noriega Morales                   |
| 02  | 05/07/1954 | 12/10/1954  | Manuel Béndfeldt Jáuregui                |
| 03  | 13/10/1954 | 22/05/1958  | Gabriel Orellana Estrada                 |
| 04  | 23/05/1958 | 30/06/1960  | Gustavo Mirón Porras                     |
| 05  | 01/07/1960 | 30/06/1966  | Arturo Pérez Galliano                    |
| 06  | 01/07/1966 | 03/07/1970  | J. Francisco Fernández Rivas             |
| 07  | 04/07/1970 | 03/07/1974  | Augusto Contreras Godoy                  |
| 08  | 04/07/1974 | 30/06/1978  | Manuel Méndez Escobar                    |
| 09  | 01/07/1978 | 22/04/1982  | Plinio Alfredo Grazioso Barillas         |
| 10  | 23/04/1982 | 23/12/1982  | Jorge González del Valle                 |
| 11  | 04/01/1983 | 16/10/1983  | Armando González Campo                   |
| 12  | 17/10/1983 | 16/10/1984  | Carlos Humberto Alpírez Pérez            |
| 13  | 17/10/1984 | 02/10/1985  | Óscar Álvarez Marroquín                  |
| 14  | 02/10/1985 | 15/01/1986  | Jorge Luis Monzón Juárez                 |
| 15  | 15/01/1986 | 16/11/1987  | José Federico Linares Martínez           |
| 16  | 16/11/1987 | 19/01/1989  | José Miguel Gaitán Álvarez               |
| 17  | 19/01/1989 | 25/09/1990  | Lizardo Arturo Sosa López                |
| 18  | 25/09/1990 | 15/01/1991  | Óscar Humberto Pineda Robles             |
| 19  | 15/01/1991 | 6/01/1993   | José Federico Linares Martínez           |
| 20  | 6/01/1993  | 7 /07/1993  | Lizardo Arturo Sosa López                |
| 21  | 7/07/1993  | 02/07/1997  | Willy Waldemar Zapata Sagastume          |
| 22  | 03/07/1997 | 02/02/2000  | Edin Homero Velásquez Escobedo           |
| 23  | 02/02/2000 | 30/09/2006  | Lizardo Arturo Sosa López                |
| 24  | 01/10/2006 | 30/09/2010  | María Antonieta Del Cid Navas de Bonilla |
| 25  | 01/10/2010 | 01/10/2014  | Edgar Baltazar Barquín Durán             |
| 25  | 01/10/2014 | 30/09/2018  | Julio Roberto Suárez Guerra              |
| 25  | 1/10/2018  | 30/09/2022  | Sergio Francisco Recinos Rivera          |
| 26  | 1/10/2022  | en el cargo | Álvaro González Ricci                    |

Fuente: Banco de Guatemala